# Terebra bratcherae
Terebra bratcherae is een slakkensoort uit de familie van de Terebridae. De wetenschappelijke naam van de soort is voor het eerst geldig gepubliceerd in 1987 door Cernohorsky.